# 皮赫特拉鄉

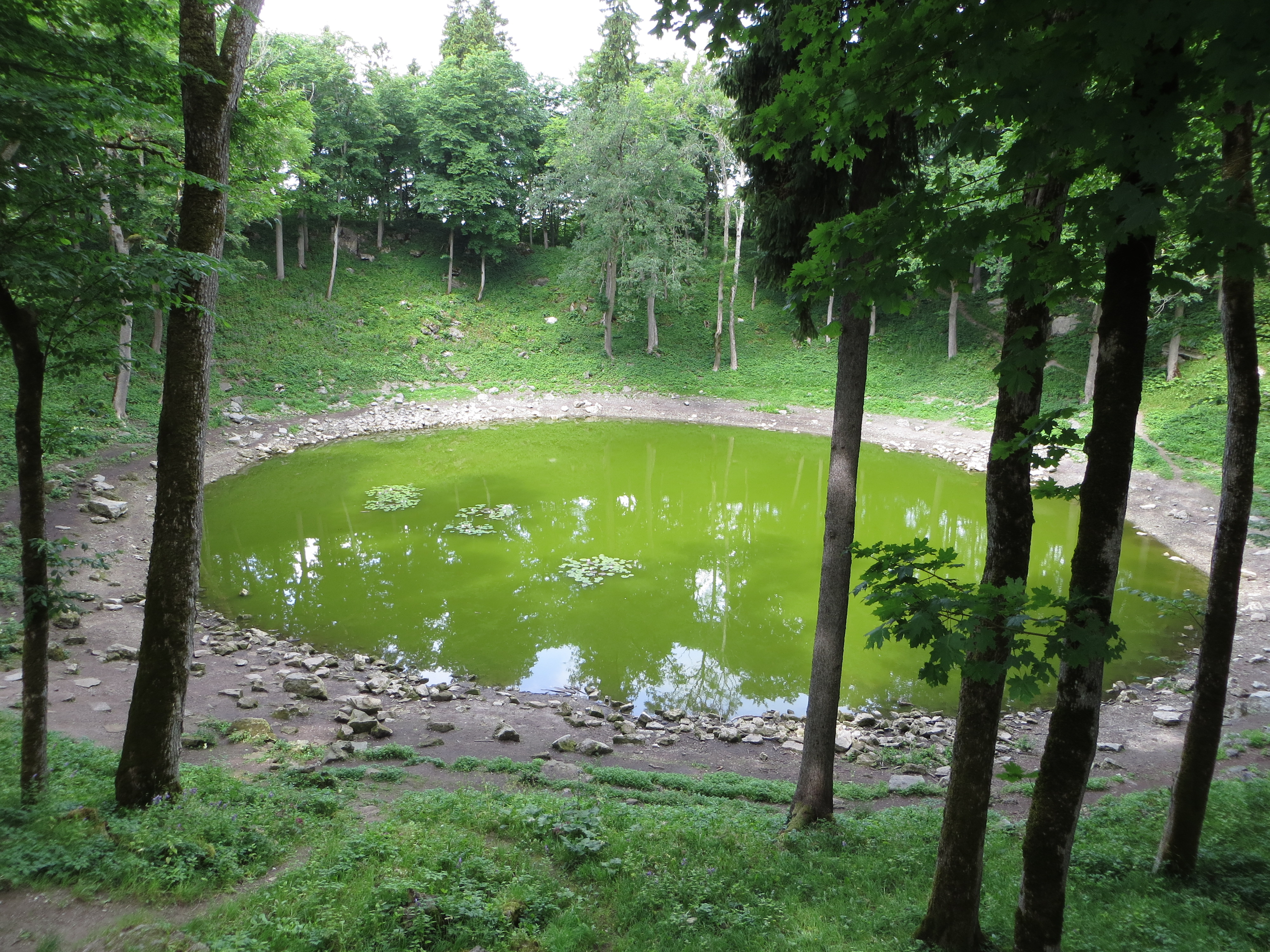
卡利陨石撞击坑

皮赫特拉鄉，曾是愛沙尼亞薩雷縣的一個鄉村型市镇，位於該國西部，行政中心設於皮赫特拉，面積228平方公里，2006年人口1,400，人口密度每平方公里6人。
2017年爱沙尼亚行政改革后，包括皮赫特拉市镇在内的萨雷马岛上的所有12个市镇合并成萨雷马市镇。
58°18′15″N 22°41′57″E / 58.30417°N 22.69917°E